# Rheta Childe Dorr
Rheta Louise Childe Dorr (Omaha, Nebraska, 1868–Bucks County, Pennsylvania, 1948) fue periodista, editora de periódicos, escritora y activista política sufragista estadounidense. Dorr es recordada como una de los principales mujeres muckraker periodistas de la era progresista así como la primera editora del influyente periódico The Suffragist.

## Biografía
Rheta Louise Child nació el 2 de noviembre de 1866 en Omaha, Nebraska. Fue la segunda hija de una familia de cuatro hijas y dos hijos de la ex Lucie Mitchell y Edward Payson Child, un farmacéutico nacido en Nueva York. Una noche, cuando solo tenía 12 años, Child y su hermana se escaparon de la casa familiar en contra de los deseos de su padre para escuchar a Susan B. Anthony y Elizabeth Cady Stanton hablar sobre el sufragio femenino . La experiencia resultó ser transformadora y Dorr se comprometió con la idea de votar como un derecho fundamental incluso a esta temprana edad.
Child estudió durante dos años en la Universidad de Nebraska antes de mudarse en 1890 a la ciudad de Nueva York, donde trabajó como periodista. Mientras estaba en Nueva York conoció a John Pixley Dorr, un empresario conservador de Seattle . La pareja se casó en 1892 y se mudó a Seattle para formar una familia. Después de su matrimonio, Dorr continuó trabajando como periodista, entrevistando a mineros del oro que regresaban de Alaska escribiendo artículos para periódicos de Nueva York como autónoma. El conflicto con su marido tradicionalista creció y en 1898 la pareja se separó, y Dorr regresó al este con su hijo de dos años, donde se vio obligada a abrirse camino económicamente como madre soltera .

### Años delNew York Evening Post
En 1902, Dorr comenzó a trabajar en el New York Evening Post , donde escribió artículos de investigación y material sobre temas de mujeres.
 

Realizó investigaciones especiales como trabajadora en fábricas, molinos y grandes almacenes con el fin de estudiar las condiciones laborales de mujeres y menores. Dorr se enfureció por el trato desigual que se le brindaba a las mujeres en el lugar de trabajo. En 1927 recordó su tiempo en el Evening Post: 
"Aunque era mujer, tenía la capacidad de un hombre para ganarme la vida muy bien. Lo sabía porque mis servicios como reportero y escritor fueron solicitados por el periódico más distinguido de Nueva York en ese momento. Era una señal de habilidad que te pidieran que formara parte del personal, una marca de habilidad especial si eras mujer, porque en esos días muy pocas mujeres podían conseguir un trabajo en un periódico en cualquier lugar. Sin embargo, debido a mi sexo tuve que aceptar un salario apenas superior a la mitad del de cualquiera de mis colegas masculinos. Además, se me dio a entender que nunca podría esperar un aumento. Las mujeres, me explicó el editor en jefe, eran accidentes en la industria. Fueron tolerados porque se los necesitaba temporalmente, pero algún día se restablecería el status quo ante (el lugar de la mujer está en el hogar) y los trabajos volverían a donde pertenecían, a los hombres " 
Finalmente fue nombrada "Editora de Mujeres" del periódico, pero pronto comprendió que había chocado con el techo de cristal del periódico. Cuando le preguntó a su editor en jefe cuál era su futuro en el periódico, le dijeron que no tenía ninguno fuera de su puesto actual, aparentemente debido a sus opiniones políticas radicales que estaban fuera de las que tradicionalmente tenía el periódico.

### Activismo político

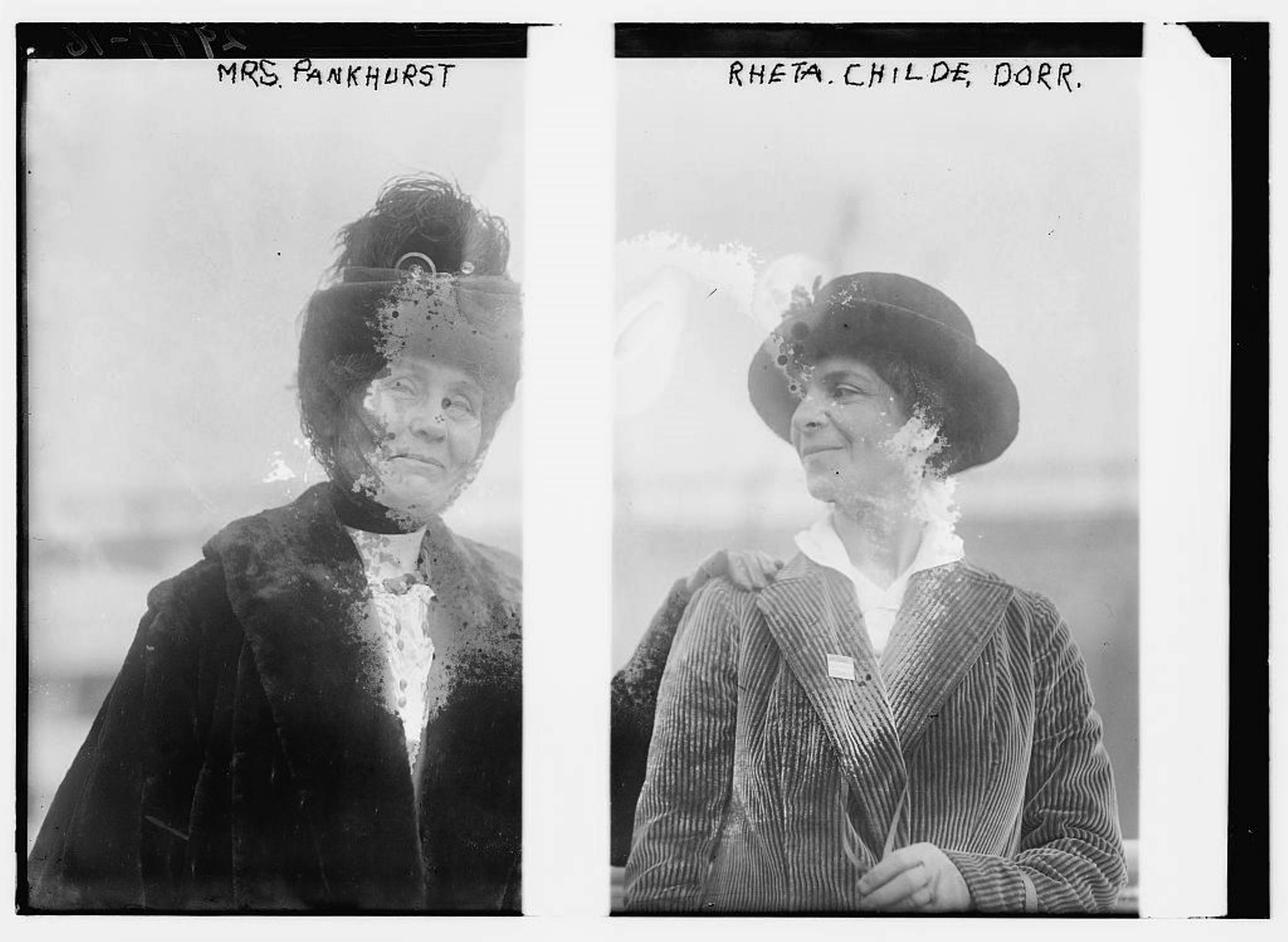
Dorr y Emmeline Pankhurst (entre 1910 y 1915)

Dorr dejó el Evening Post en el verano de 1906 y viajó por Europa, interesándose aún más en el creciente movimiento internacional para otorgar el derecho al voto a las mujeres. Continuó con esta actividad a su regreso a América. Dorr escribió artículos de investigación y viñetas valientes sobre la sombría situación que enfrentan las trabajadoras urbanas para el periódico de reforma de corta duración, Hampton's Broadway Magazine.  Gran parte de este periodismo se recopiló en tapas duras en 1910 como What Eight Million Women Want, un libro que se consideró influyente en su época.
Dorr fue brevemente miembro del Partido Socialista de América y vivió en el Lower East Side de la ciudad de Nueva York, donde firmó un contrato con la población inmigrante de la ciudad y se volvió muy consciente de la difícil situación económica de la clase trabajadora . La actividad política de Dorr incluyó piquetes para los trabajadores en huelga en la industria de la confección y trabajar con la Liga de Sindicatos de Mujeres en nombre de la legislación social, como el salario mínimo, la jornada de 8 horas y el derecho al voto de las mujeres. Los esfuerzos políticos de Dorr fueron fundamentales para construir la coalición de reformadores sociales que forzó la primera investigación importante de la Oficina de Trabajo de Estados Unidos sobre las condiciones que enfrentan las trabajadoras.
En 1914 Dorr se convirtió en el primer editor de The Suffragist , órgano oficial de la Unión del Congreso por el Sufragio Femenino, el precursor organizativo del Partido Nacional de Mujeres .

### Corresponsal europea
Dorr abandonó el Partido Socialista por su oposición a la entrada estadounidense en la Primera Guerra Mundial y su creencia de que la organización favorecía la "tiranía" de una victoria alemana en el conflicto. Sin embargo, Dorr conservó durante un tiempo la fe en la causa del socialismo, y solo abandonó su lealtad a esa idea a principios de la década de 1920, siguiendo sus experiencias en la Rusia revolucionaria y Checoslovaquia .
También trabajó como corresponsal europea del New York Evening Mail ,  con sus escritos distribuidos en muchos otros periódicos. Además de su periodismo, Dorr escribió dos libros populares sobre la situación europea, incluido un relato del derrocamiento del régimen del zar Nicolás II de Rusia titulado Inside the Russian Revolution, publicado en 1917, y The Soldier's Mother in France, publicado en 1918.
Dorr regresó a Washington D. C. después del final de la guerra y planeaba realizar una gira por los Estados Unidos para realizar investigaciones para una serie de artículos de revistas. Sin embargo, este plan se truncó cuando, a última hora de la noche del 18 de noviembre de 1919, Dorr fue atropellada por una motocicleta y hospitalizado con un brazo roto y otras lesiones graves. El accidente terminó efectivamente el período activo de la vida de Dorr, dejando un impacto duradero en su memoria y salud.
Desde 1920 Dorr se convirtió en miembro activo de la política del Partido Republicano, trabajando en la campaña presidencial de Warren G. Harding y convirtiéndose en miembro del Women's National Republican Club . Su política personal se volvió cada vez más conservadora en sus últimos años. Hizo varios viajes a Europa en un esfuerzo por recuperar su salud, de los cuales escribió varios artículos para la prensa estadounidense como corresponsal en el extranjero.
En 1922, Dorr ayudó a Anna Vyrubova a escribir sus memorias, Mis recuerdos de la corte rusa.  A partir de entonces, Dorr escribió sus propias memorias, Una mujer de cincuenta, publicada en 1924. Dorr pasó de su autobiografía a una biografía de Susan B. Anthony, publicada en 1928, y completó su actividad editorial en 1929 con un tomo sobre la cuestión de la prohibición .

### Muerte y legado
Dorr tuvo un hijo, Julian Childe Dorr, quien fue cónsul de los Estados Unidos en México durante la administración presidencial de Herbert Hoover . El ex enviado murió en la Ciudad de México el 2 de septiembre de 1936
Dorr murió en New Britain, Pennsylvania, el 8 de agosto de 1948. Tenía 81 años en el momento de su muerte.

## Obras
- Los Thlinkets del sureste de Alaska. Con Frances Knapp. Chicago: Stone y Kimball, 1896.
- Irrumpiendo en la raza humana. Nueva York: Asociación Nacional Estadounidense del Sufragio de la Mujer, [c. 1910].
- Lo que quieren ocho millones de mujeres . Boston: Pequeño, Maynard & Co., 1910.
- "Las mujeres lo hicieron en Colorado: cómo las mujeres de Colorado aprendieron a votar y las reformas que han trabajado con sus boletas", Revista de Hampton, 1911.
- Dentro de la Revolución Rusa . Nueva York: Macmillan, 1917.
- La madre del soldado en Francia . Indianápolis, Bobbs-Merrill Co., 1918.
- Una mujer de cincuenta años. Nueva York: Funk & Wagnalls, 1924.
- "Un convertido del socialismo", North American Review, vol. 224, entero no. 837 (noviembre de 1927), págs. 498–504. En JSTOR .
- "El hombre que puso a Virginia cien años por delante: una entrevista con el gobernador Byrd", McClure's, vol. 60, no. 2 (febrero de 1928).
- Susan B. Anthony: La mujer que cambió la mentalidad de una nación. Nueva York: Frederick A. Stokes Co., 1928.
- Bebida: ¿coerción o control? Nueva York: Frederick A. Stokes Co., 1929.

## Otras lecturas
- Julia Edwards, Mujeres del mundo: las grandes corresponsales extranjeras. Libros de Ivy, 1988.
- Ishbel Ross, señoras de la prensa. Nueva York: Harper, 1936.
- Judith Schwarz, feministas radicales de la heterodoxia: Greenwich Village 1912-1940. Edición revisada. Norwich, VT: New Victoria Press, 1986.